# Толбазиха
Толбазиха (рос. Толбазиха) — селище Кабанського району, Бурятії Росії. Входить до складу Сільського поселення Видрінське.
Населення — 28 осіб (2015 рік).